# Justin Jules
Justin Jules (Sartrouville, 20 de setembre de 1986) és un ciclista francès professional des del 2011. Actualment corre a l'equip WB Veranclassic Aqua Protect.
És fill del també ciclista Pascal Jules.

## Palmarès
- 2010
  - 1r a la Ronde mayennaise
  - 1r al Circuit de la vall del Loira
  - Vencedor d'una etapa del Circuit des plages vendéennes
- 2011
  - Vencedor d'una etapa del Tour de Hainan
- 2013
  - 1r al Gran Premi d'Obertura La Marseillaise
- 2014
  - Vencedor d'una etapa del Tour de l'Azerbaidjan
- 2015
  - Vencedor d'una etapa de la Volta al Marroc
  - Vencedor d'una etapa del Tríptic de les Ardenes
- 2016
  - 1r al Gran Premi Stad Sint-Niklaas
  - Vencedor d'una etapa de la Volta al Marroc
  - Vencedor d'una etapa de la Volta a Tunísia
- 2017
  - Vencedor d'una etapa del Tour La Provence
  - Vencedor d'una etapa al Tour de Normandia
  - Vencedor d'una etapa del Circuit de la Sarthe
- 2018
  - Vencedor d'una etapa del Circuit de La Sarthe
- 2019
  - Vencedor d'una etapa de la Volta a Aragó